# Okigwe
Okigwe – drugie co do wielkości miasto w stanie Imo, w południowo-wschodniej Nigerii. Liczy 14 883 mieszkańców.
W mieście rozwinął się przemysł olejarski.